# Mission interservice de l'eau et de la nature
En France, la Mission interservice de l'eau (MISE) a été créée en 1993 avec pour objectif de faciliter la cohérence des actions de police, de financement et d’ingénierie pour la mise en œuvre des politiques de l'eau. Elle est dirigée par la DDT.
Elles ont été remplacées en 2013 par les Missions inter-services de l'eau et de la nature (MISEN).
Chaque département en possède une et rassemble sous l'autorité du préfet de nombreux services de l'Etat, tels que la DREAL, la DRAAF, la DIRM, la DDT, la DDPP, l'OFB, l'Agence de l'eau, l'ONF. Sont invités les Procureurs de la République.